# キンレンカ

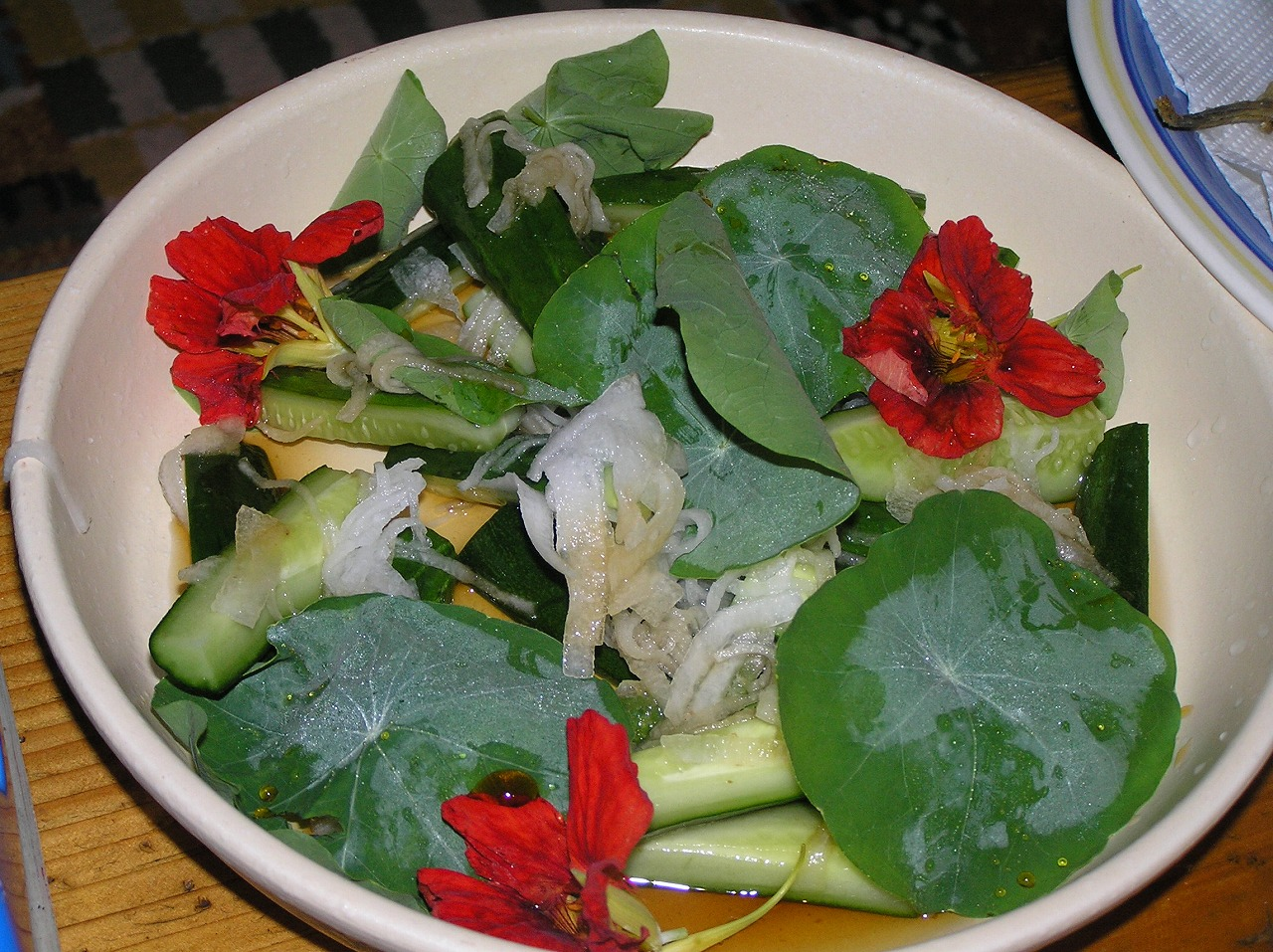
キンレンカを使ったサラダ

キンレンカ（金蓮花）は南米原産のノウゼンハレン科の一年草。別名をノウゼンハレン（凌霄葉蓮）ともいう。美しい花を観賞するためや茎葉や花をハーブとして食用にするために栽培される。学名はTropaeolum majus。2つの和名は黄色や橙色の花がノウゼンカズラに似て、葉はハスに似ることからつけられた。
ナスタチウム（英語Nasturtium）とも呼ばれるが、この名は正式にはオランダガラシ（クレソン）属を指す学名であって、似た味をもつために転用された通称である。

## 特徴
アンデス山脈などの熱帯高地原産のため25度を越える暑さに弱く、寒さにも強くはない。葉はハスなどに似て円形で中央付近に葉柄がつく。花は左右相称、花弁が5枚あり、後ろに細長い漏斗状の距があってここに蜜がたまる。花期は5月から11月頃と長く、花色はオレンジ、黄、赤、ピンク色など暖色系が中心。子房は3心皮からなり、果実は分果で3個に分かれ各1個の種子を含む。
観賞用のほか食用品種（食用ナスタチウム）もある。花や若葉はサラダなどに入れて食用にでき、わずかにクレソンを思わせる辛味がある。また未熟の種子を塩漬けにしてケッパーの代りに使うこともある。
キンレンカ属には中南米原産の約80種の草本があり、花を観賞するためにT. peregrinum 、T. speciosum などが栽培される。T. tuberosumはいもを食用とするために栽培され、アンデス地方の一部ではMashuaと呼ばれる重要な作物である。